# Joaquim Abargues i Feliu
Joaquim Abargues i Feliu (Benissa, 5 de juny de 1787 - 1847) fou un hisendat, advocat i polític valencià.

## Biografia
El seu nom veritable era Joaquim Torres i Eiximeno. De família acomodada, tenia propietats agràries a Benissa, Llíber, Senija i Calp que li proporcionaven una important renda anyal, alhora que exercia com a advocat.
Fou elegit diputat a les Corts de Cadis de 1813-1814. El 1813 va publicar un pamflet A la nación española al qual, segons un ordre real de Ferran VII del 1815 «es parla sense cap consideració de la persona sagrada del Rei i de la família regnant, i se les pinta amb colors negres i odioses, a més ultratja greument els Ministres que mereixen la confiança reial». El pamflet va ser prohibit i es va donar l'ordre de col·lectar manualment tot els exemplars que encara circulaven i destruir-les.
El 1822 fou membre de la Diputació Provincial d'Alacant però a causa de les seves idees liberals hagué d'exiliar-se a Londres i a París quan l'arribada dels Cent Mil Fills de Sant Lluís (1823). El 1833 va tornar i fou elegit diputat a les eleccions convocades després de l'aprovació de l'Estatut Reial de 1834. El 1835 fou també vocal de la Junta Auxiliar de Milícia Urbana d'Alacant que s'enfrontava a les tropes carlines.
A les Corts espanyoles s'arrenglerà amb les tesis de Juan Álvarez Mendizábal i fou escollit novament diputat a les eleccions de 1836 i 1837, però va dimitir el 1838 per motius familiars. Destacà per proposar a les discussions parlamentàries l'abolició de l'impost sobre el vi valencià. El juliol de 1839 fou escollit senador, càrrec que repetí el febrer de 1841, però va dimitir el 1842 i el 1843 abandonà la política.
El 2012 es va inaugurar una placa commemorativa a la seva casa a Benissa.